# Budiš
Budiš és un poble i municipi d'Eslovàquia que es troba a la regió de Žilina, al centre-nord del país. La primera menció escrita de la vila es remunta al 1573.

## Demografia
| Godina             | 1994 | 2004   | 2014   | 2024   |
| ------------------ | ---- | ------ | ------ | ------ |
| Nombre de persones | 198  | 211    | 201    | 197    |
| Diferència         |      | +6,56% | −4,73% | −1,99% |

| Godina             | 2023 | 2024   |
| ------------------ | ---- | ------ |
| Nombre de persones | 196  | 197    |
| Diferència         |      | +0,51% |